# Little Cressingham
Pour les articles homonymes, voir Cressingham.
Little Cressingham est une paroisse civile et un village du Norfolk, en Angleterre.